# Червенский район
Че́рвенский район (бел. Чэрвеньскі раён, встречается вариант русского написания Червеньский) — административная единица на востоке Минской области Республики Беларусь. Административный центр — город Червень.
Численность населения — 33 325 человек (на 1 января 2025 года).

## Административное устройство
В районе 8 сельсоветов:
- Валевачский
- Клинокский
- Колодежский
- Ляденский
- Рованичский
- Руднянский
- Смиловичский
- Червенский

Упразднённые сельсоветы:
- Гребенецкий
- Хуторский
- Вайниловский

## География
Расположен на юго-востоке Минской области. Площадь 1600 км². Территория района в пределах Центральноберезинской равнины. Полезные ископаемые: 9 месторождений торфа. 38,3 % территории района покрыто лесом.
Водная система
Основные реки — Свислочь, приток Свислочи Волма, притоки Березины Уша и Уса. На территории района находятся озёра Дикое (бассейн реки Волма), Дикое (бассейн реки Уса), Песочное, Луково, Ясное, а также озеро (водохранилище) Натальевское. На реке Волма создана система прудов.

## Геральдика
Герб утверждён решением Червенского районного исполнительного комитета от 25 февраля 1999 года № 2. Зарегистрирован в Гербовом матрикуле Республики Беларусь 18 апреля 2001 года № 59.
Флаг учреждён Указом Президента Республики Беларусь от 1 декабря 2011 года № 564 и зарегистрирован в Государственном геральдическом регистре Республики Беларусь 5 декабря 2011 года № Б-213. Утверждён решением Червенского районного исполнительного комитета от 5 марта 2009 года № 94.

## История
Человек на территории Червенского района появился в мезолите около 9 тыс. до н. э., в конце мезолита — начале неолита 5—3 тыс. до н. э.
- Район образован 17 июля 1924 года в связи с переименованием города Игумен в город Червень и упразднением Игуменского уезда.
- С 1924 по июнь 1930 в составе Минского округа БССР.
- С 1930 в прямом подчинении БССР.
- 8 июля 1931 года Червенскому району передан Волевачский сельсовет упразднённого Смиловичского района[9].
- С 15 января 1938 года в составе Минской области БССР.
- 20 января 1960 года в состав района из упразднённого Руденского района передан Смиловичский сельсовет и населённые пункты Городище, Криница, Турец и Чесловое Дукорского сельсовета[10][11].
- С 25 декабря 1962 Указом Президиума Верховного Совета БССР от 25 декабря 1962 года «Об укрупнении сельских районов БССР»[12] в состав района включена территория упразднённого Березинского района.
- 6 января 1965 — ранее присоединённая территория возвращена восстановленному Березинскому району.
- 20 октября 1995 года административные единицы Червенский район и город Червень, имеющие общий административный центр, объединены в одну административную единицу — Червенский район[13].

## Население

### Численность
Численность населения — 33 325 человек (на 1 января 2025 года), в том числе городское — 17 337 человек (Червень — 10 595 человек, Смиловичи — 6 742 человек), сельское — 15 988 человек.
На 1 января 2023 года численность населения района составляет 33 388 человек, из них 10 542 — Червень, 6 325 — Смиловичи.
Население района составляет 31 870 человек, в том числе в городских условиях проживают 15 115 человек (на 1 января 2018 года) — 9619 человек в Червене и 5496 человек в Смиловичах.
Средняя плотность населения 19,54 человека/км², сельского населения 12,3 человека/км². На 1000 мужчин приходится 1130 женщин. Доля лиц моложе трудоспособного возраста составляет 17 %, в трудоспособном — 58 %, старше трудоспособного возраста — 25 %. В экономике занято (в среднем за год) 13,1 тыс. человек.
Ежегодно в районе рождается 360—420 детей и умирает 500—650 человек. Коэффициент рождаемости — 11,3 на 1000 человек в 2017 году, коэффициент смертности — 17,8. Сальдо внутренней миграции в 2017 году положительное (+100 человек). В 2017 году в районе были заключены 161 брак (6 на 1000 человек) и 96 разводов (3).
В районе 17 религиозных общин, в их числе 8 православных, 2 католические и др.
| Численность населения (по годам) | Численность населения (по годам) | Численность населения (по годам) | Численность населения (по годам) | Численность населения (по годам) | Численность населения (по годам) | Численность населения (по годам) | Численность населения (по годам) | Численность населения (по годам) | Численность населения (по годам) |
| 1996                             | 2001                             | 2002                             | 2003                             | 2004                             | 2005                             | 2006                             | 2007                             | 2008                             | 2009                             |
| -------------------------------- | -------------------------------- | -------------------------------- | -------------------------------- | -------------------------------- | -------------------------------- | -------------------------------- | -------------------------------- | -------------------------------- | -------------------------------- |
| 40 000                           | ▼39 179                          | ▼37 407                          | ▼36 902                          | ▼36 342                          | ▼35 697                          | ▼35 209                          | ▼34 462                          | ▼33 998                          | ▼33 710                          |
| 2010                             | 2011                             | 2012                             | 2013                             | 2014                             | 2015                             | 2016                             | 2017                             | 2018                             | 2019                             |
| ▼33 233                          | ▼32 835                          | ▼32 421                          | ▼32 164                          | ▼31 959                          | ▼31 918                          | ▲31 980                          | ▼31 977                          | ▼31 870                          | ▼31 766                          |
| 2020                             | 2021                             | 2022                             | 2023                             | 2024                             | 2025                             |                                  |                                  |                                  |                                  |
|                                  |                                  |                                  | 33 388                           |                                  | ▼33 325                          |                                  |                                  |                                  |                                  |

### Национальный состав
| Национальный состав по переписи 2009 года (всего — 33 383 человека) | Национальный состав по переписи 2009 года (всего — 33 383 человека) | Национальный состав по переписи 2009 года (всего — 33 383 человека) | Национальный состав по переписи 2009 года (всего — 33 383 человека) | Национальный состав по переписи 2009 года (всего — 33 383 человека) | Национальный состав по переписи 2009 года (всего — 33 383 человека) | Национальный состав по переписи 2009 года (всего — 33 383 человека) | Национальный состав по переписи 2009 года (всего — 33 383 человека) | Национальный состав по переписи 2009 года (всего — 33 383 человека) | Национальный состав по переписи 2009 года (всего — 33 383 человека) | Национальный состав по переписи 2009 года (всего — 33 383 человека) |
|                                                                     | белорусы                                                            | белорусы                                                            | русские                                                             | русские                                                             | украинцы                                                            | украинцы                                                            | татары                                                              | татары                                                              | поляки                                                              | поляки                                                              |
| ------------------------------------------------------------------- | ------------------------------------------------------------------- | ------------------------------------------------------------------- | ------------------------------------------------------------------- | ------------------------------------------------------------------- | ------------------------------------------------------------------- | ------------------------------------------------------------------- | ------------------------------------------------------------------- | ------------------------------------------------------------------- | ------------------------------------------------------------------- | ------------------------------------------------------------------- |
| Всего                                                               | 31 113                                                              | 93,2 %                                                              | 1426                                                                | 4,27 %                                                              | 269                                                                 | 0,81 %                                                              | 125                                                                 | 0,37 %                                                              | 96                                                                  | 0,29 %                                                              |
| городское                                                           | 13 663                                                              | 92,29 %                                                             | 735                                                                 | 4,96 %                                                              | 133                                                                 | 0,9 %                                                               | 111                                                                 | 0,75 %                                                              | 48                                                                  | 0,32 %                                                              |
| сельское                                                            | 17 450                                                              | 93,92 %                                                             | 691                                                                 | 3,72 %                                                              | 136                                                                 | 0,73 %                                                              | 14                                                                  | 0,08 %                                                              | 48                                                                  | 0,26 %                                                              |
|                                                                     | армяне                                                              | армяне                                                              | азербайджанцы                                                       | азербайджанцы                                                       | молдаване                                                           | молдаване                                                           | евреи                                                               | евреи                                                               | немцы                                                               | немцы                                                               |
| Всего                                                               | 46                                                                  | 0,14 %                                                              | 33                                                                  | 0,1 %                                                               | 23                                                                  | 0,07 %                                                              | 21                                                                  | 0,06 %                                                              | 17                                                                  | 0,05 %                                                              |
| городское                                                           | 29                                                                  | 0,2 %                                                               | 4                                                                   | 0,03 %                                                              | 8                                                                   | 0,05 %                                                              | 17                                                                  | 0,11 %                                                              | 5                                                                   | 0,03 %                                                              |
| сельское                                                            | 17                                                                  | 0,09 %                                                              | 29                                                                  | 0,16 %                                                              | 15                                                                  | 0,08 %                                                              | 4                                                                   | 0,02 %                                                              | 12                                                                  | 0,06 %                                                              |

### Демографические характеристики

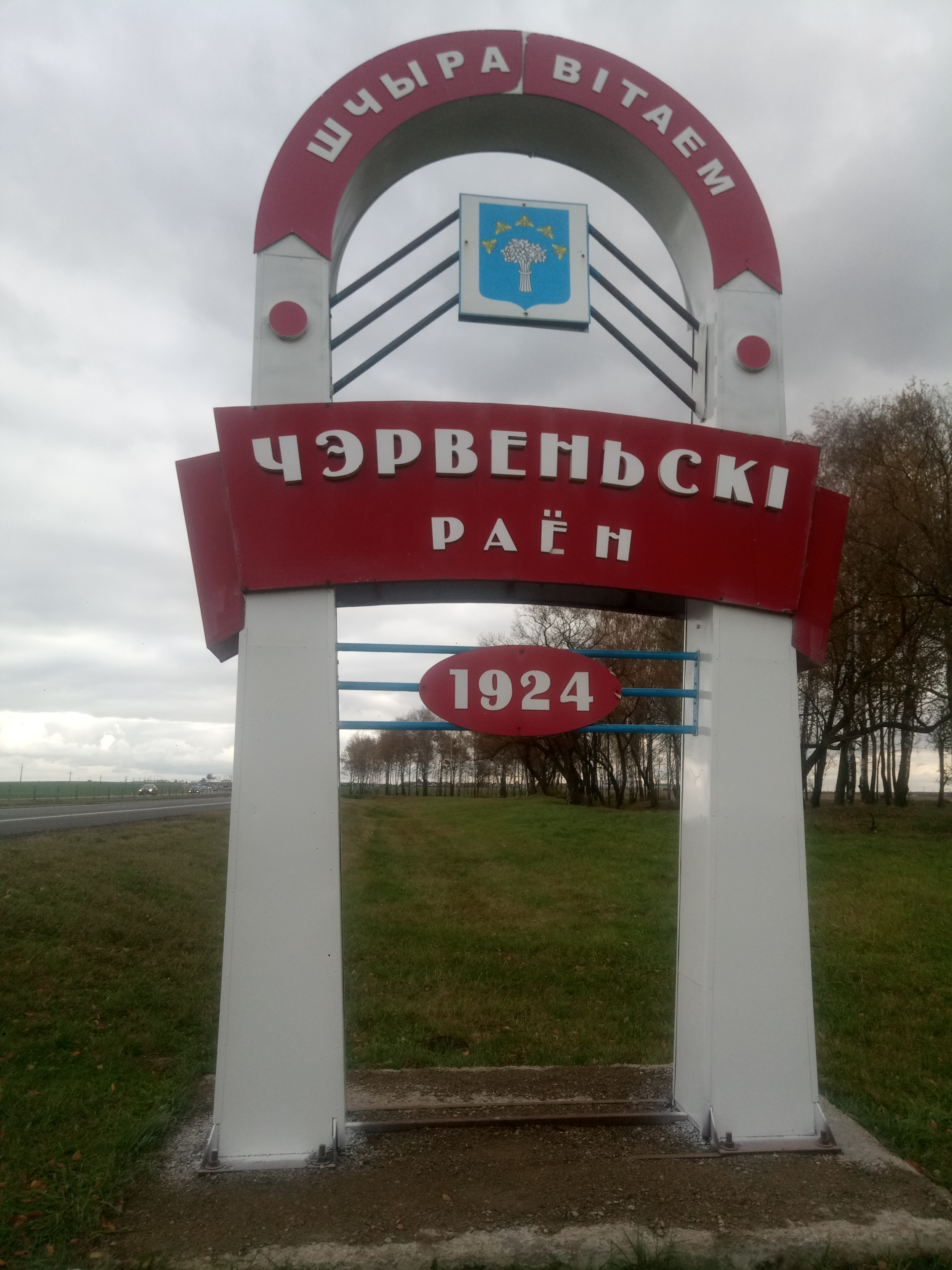
Стела на трассе М4

|                                               | 2010 | 2011 | 2012 | 2013 | 2014 | 2015 | 2016 | 2017 |
| --------------------------------------------- | ---- | ---- | ---- | ---- | ---- | ---- | ---- | ---- |
| Рождаемость (на 1000 человек)                 | 11,1 | 11,1 | 12,9 | 12,9 | 12,3 | 12,3 | 12,9 | 11,3 |
| Смертность (на 1000 человек)                  | 19,2 | 18,1 | 17,2 | 17,7 | 16,6 | 15,8 | 16,9 | 17,8 |
| Естественный прирост (на 1000 человек)        | -8,1 | -7   | -4,3 | -4,8 | -4,3 | -3,5 | -4   | -6,5 |
| Естественный прирост (в абсолютном выражении) | -268 | …    | …    | -155 | -135 | -113 | -129 | -207 |
| Миграционный прирост (в абсолютном выражении) | -120 | …    | …    | -50  | +94  | +175 | +126 | +100 |

## Экономика
Выручка от реализации продукции, товаров, работ, услуг за 2017 год составила 1039,4 млн рублей (около 520 млн долларов), в том числе 90,4 млн рублей пришлось на сельское, лесное и рыбное хозяйство, 806,4 млн на промышленность, 31,5 млн на строительство, 100,1 млн на торговлю и ремонт, 10,9 млн на прочие виды экономической деятельности.
Средняя зарплата работников в Червенском районе составила 81,2 % от среднего уровня по Минской области.

### Промышленность
Крупнейшее промышленное предприятие — УП «Нефтебитумный завод» (производит различные битумы, мастики герметизирующие битумно-эластомерные, эмульсии битумные). Другие предприятия — ОАО «Смиловичская валяльно-войлочная фабрика» (валенки, одеяла, подушки), УП «Червенский производственно-пищевой завод» (безалкогольные напитки, минеральные и питьевые воды, плодовые вина), государственное предприятие «Червенская типография», УП «Червенский ДОК» (пиломатериалы, мебель, оконные и дверные блоки, детские игровые комплексы). В деревне Шестиснопы производятся изделия из древесины и полимеров для нужд завода МАЗ-Купава.
УП «Нефтебитумный завод» было создано после приватизации КУП «Вёска-ЭмульБит» в 2012 году. Первоначально битумный завод был продан российской компании за бо́льшую сумму, но впоследствии инвестор отказался от покупки, и компанию за 4,5 млн долларов купил белорусский нефтетрейдер «Интерсервис».
СП ООО «Смиловичский кожевенный завод» в 2018 году признано банкротом и впоследствии продан турецкой фирме по производству лекарственных препаратов.

### Сельское хозяйство
В Червенском районе зарегистрировано 33 частных фермерских хозяйства.
На территории района расположено рыбоводческое хозяйство (ОАО "Рыбхоз «Волма»), специализирующееся на выращивании карпа, белого амура, толстолобика, карася, щуки, форели.
В 2021 году сельскохозяйственные организации района намолотили 66,9 тыс. т. зерновых и зернобобовых культур (в расчёте на вес после доработки) при урожайности 26,3 ц/га. Под зерновые культуры в 2017 году было засеяно 23,1 тыс. га пахотных площадей, под кормовые культуры — 25,7 тыс. га. Лён-долгунец и сахарная свёкла в промышленных масштабах не выращиваются.
В 2017 году сельскохозяйственные организации района реализовали 6 тыс. т мяса скота и птицы. В 2021 году сельскохозяйственные организации района произвели 63,2 тыс. т молока (средний удой — 5045 кг). На 1 января 2021 года в сельскохозяйственных организациях района содержалось 33 103 голов крупного рогатого скота, в том числе 12 456 коров.

### Транспорт
Длина автомобильных дорог 994,1 км, в том числе с твёрдым покрытием 624,1 км. По территории района проходят автодорога М4 Минск-Могилёв, автодорога Р59 Смолевичи-Смиловичи и другие.
Автовокзал в городе Червень, автостанция в г. п. Смиловичи. Грузовые и пассажирские перевозки осуществляет дочернее УП «Автомобильный парк № 20» РУП «Миноблавтотранс».

## Здравоохранение
В 2016 году в организациях Министерства здравоохранения Республики Беларусь, расположенных на территории района, работало 66 практикующих врачей (20,6 на 10 тысяч человек) и 265 средних медицинских работников (82,9 на 10 тысяч человек). В больницах насчитывалась 221 койка (69,1 на 10 тысяч человек).

## Образование
В 2017/2018 учебном году в районе действовало 20 учреждений дошкольного образования, которые обслуживали 1226 детей, и 16 учреждений общего среднего образования, в которых обучался 3191 ребёнок. Учебный процесс обеспечивали 393 учителя.
В Смиловичах действует учреждение среднего специального образования — Смиловичский государственный аграрный колледж.
В районе действуют два учреждения профессионально-технического образования — Смиловичский государственный колледж (ранее-сельскохозяйственный профессиональный лицей) и Червенский строительный колледж (ранее-профессиональный строительный лицей).

## Культура
В Червень расположен туристско-краеведческий центр Червенского района.
В 2017 году публичные библиотеки района посетили 10,5 тыс. человек, которым было выдано 213,3 тыс. экземпляров книг и журналов. В 2017 году в районе действовало 20 клубов.

### Музеи
- Действует Червенский районный краеведческий музей[39] с 8,9 тыс. музейных предметов основного фонда. В 2016 году его посетили 6,8 тыс. человек[40].
- Раздел экспозиции «Композитор Станислав Монюшко – деятель белорусской музыкальной культуры» Государственного учреждения «Червенский районный краеведческий музей» в г. п. Смиловичи
- Музей «Пространство Хаима Сутина» в Центре творчества детей и молодёжи в г. п. Смиловичи

### Религия
В районе зарегистрировано 12 православных общин (Червень, Смиловичи, Валевачи, Ведрица, Гребёнка, Иваничи, Заполье, Клинок, Ляды, Рованичи, Рудня, Турец) и 4 католические
(Червень, Смиловичи, Гайдукова Слободка, Ляды). Протестантизм представлен 3 общинами христиан веры евангельской (Червень, Смиловичи, Ляды) и 3 общинами евангельских христиан-баптистов (2 в Червене, 1 в Большой Гануте). В Смиловичах зарегистрирована мусульманская община.

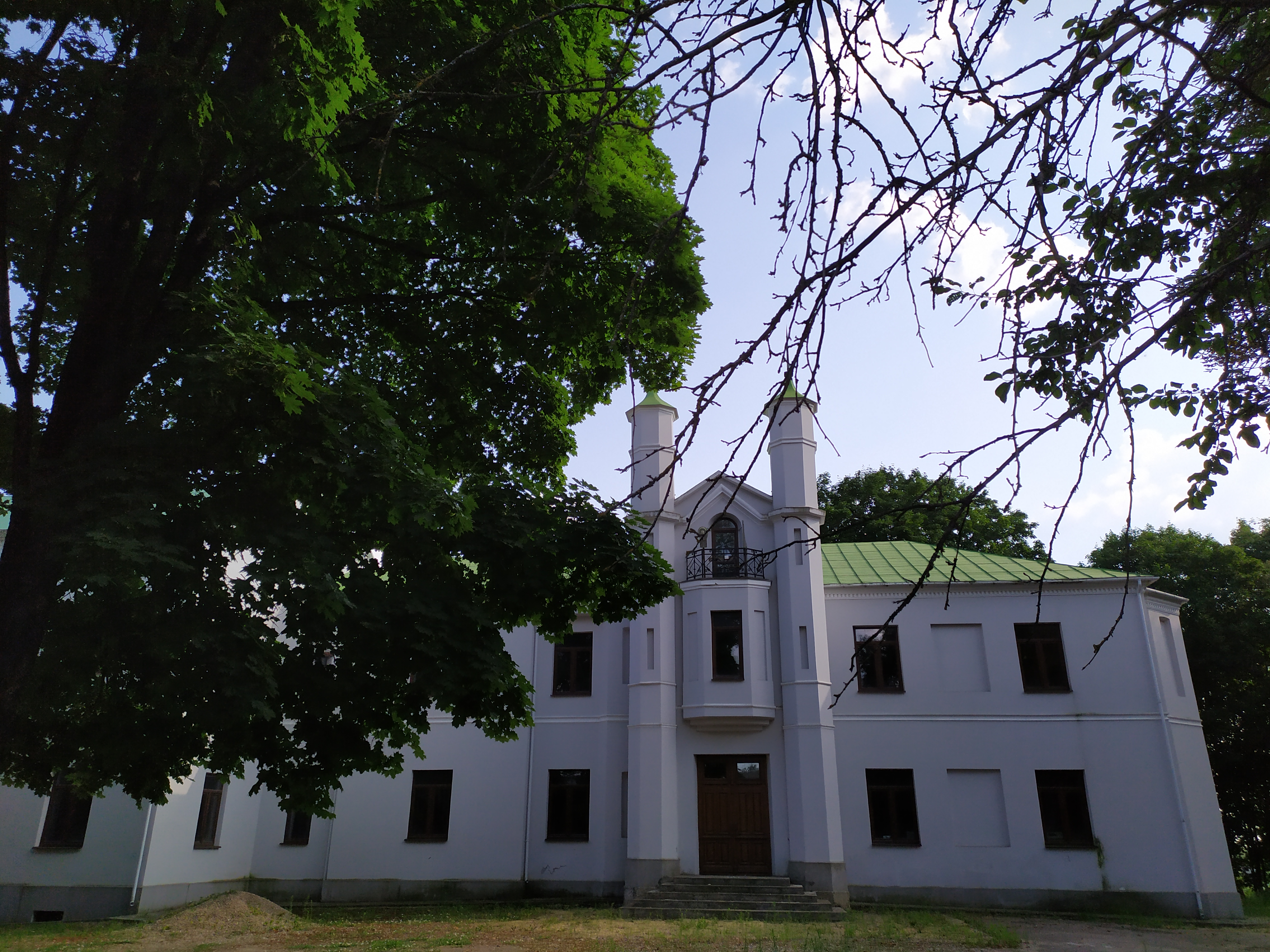
Смиловичский дворцово-парковый комплекс

## События и мероприятия
- 19-20 августа 2023 года первый межрегиональный фестиваль "Сваякі"[42][43]. Пройдёт в Смиловичах и Шестиснопах.

## Достопримечательности
- Смиловичский дворцово-парковый комплекс Монюшко XIX — начала XX вв[44] в г. п. Смиловичи
- Свято-Троицкая церковь в г. п. Смиловичи
- Дворцово-парковый ансамбль Слотвинских (XIX век) в агрогородке Рованичи
- Руины католического храма Святого Антония Падуанского в агрогородке Рованичи